# Нільс Гюландер
Нільс Гюландер (швед. Nils Hylander; 24 жовтня 1904 — 28 липня 1970) — шведський ботанік та міколог. 

## Біографія
Нільс Гюландер народився 24 жовтня 1904 року у місті Норрчепінг.
У червні 1943 року в Уппсальському університеті Нільс Хюландер отримав ступінь доктора наук з ботаніки за захист дисертації «Die Grassameneinkömmlinge Schwedischer Parke, mit besonderer Berücksichtigung der Hieracia silvaticiformia».
Найбільший внесок Гюлендера був у шведську систему таксономії судинних рослин, де він є одним з провідних фахівців ХХ століття. Хюландер також цікавився садівництвом. Він присвятив декілька робіт таксономії декоративних рослин, таких як півонія, спірея, бегонія та ірга. Найбільш важливі з цих робіт стосуються представників роду Хоста, культивованих в Швеції.
У 1953 році Гюландер став першим садівником-куратором Ботанічного саду Уппсальського університету, на цій посаді він працював до своєї смерті. Завдяки його роботі Ботанічний сад Уппсали став одним з найважливіших у Скандинавії. Під його керівництвом було виведено низку нових рослин, витривалих та цінних для регіону.
У 1967 році він був призначений професором.
Нільс Гюландер помер 28 липня 1970 року в Уппсалі. 

## Окремі наукові праці
- 1948. List of amendments to the provisional minutes of the Symposium on Botanical Nomenclature and Taxonomy
- Hylander, N; I. Jørstad, JA. Nannfeldt. 1953. Enumeratio uredinearum scandinavicarum. Opera botanica 1 ( 1)
- 1957. Cardaminopsis suecica (fr.) Hiit., a Northern Amphidiploid species. Bulletin du Jardin botanique de l'État a Bruxelles 27 (4 ): 591-604

### Книги
- 1941. De svenska formerna av Mentha gentilis L. coll.. Ed. Uppsala, Almqvist & Wiksells boktr. 49 pp.
- 1945. Nomenklatorische und systematische Studien über nordische Gefässpflanzen. Ed. Uppsala, Almqvist & Wiksells Boktryckeri ab. 337 pp.
- 1954. The genus Hosta in Swedish gardens: With contributions to the taxonomy, nomenclature and botanical history of the genus (Acta Horti Bergiani). Ed. Almquist & Wiksells. 420 pp.
- 1955. Förteckning över Nordens växter. 1, Kärlväxter = Vascular plants. Ed. Lund : Gleerup, 175 pp.
- Nordisk kärlväxtflora I - II. Omfattande Sveriges, Norges, Danmarks, Östfennoskandias, islands och Färöarnas kärlkryptogamer och fanerogamer, 2 vols. Vol. 1: Stockholm 1953, 392+XV pp. Vol. 2 1966, 455+X pp.
- 1971. Prima loca plantarum vascularium Sueciae. Plantae subspontaneae vel in tempore recentiore adventitiae. Första litteraturuppgift för Sveriges vildväxande kärlväxter jämte uppgifter om första svenska fynd. Förvildade eller i senare tid inkomna växter. Ed. Almqvist & Wiksell, Uppsala. 332 pp.
- 1997. Vara Kulturvaxters Namn Pa Svenska Och Latin. 3ª ed. 302 pp. ISBN 91-36-00281-X